# Тахарка
Тахарка (Тіргак у Біблії, Таракос у Манефона, Теаркон у Мегасфена) — давньоєгипетський фараон з XXV династії.

## Життєпис
Друга книга царів розповідає про втручання Тахарки до війни Єзекії Юдейського з царем Ассирії Сінаххерібом. Оскільки його названо царем ефіопським (Іс. 37:9), Тахарка, у той час, імовірно, ще не зійшов на єгипетський престол, а був спадковим принцом, до якого, як до сина Піанхі, мав перейти трон після смерті Шабатаки. Існують також припущення, що Тахарка прийшов до влади шляхом узурпації та вбивства Шабатаки.
Заволодівши Єгиптом, Тахарка викликав з Напати свою матір Акалуку та зробив її «дружиною бога Амона», тобто верховною жрицею та фактичною правителькою Фів, де він і був коронований, так само як і в Танісі. Своє сходження на престол Тахарка узаконив одруженням із вдовою Шабатаки, Такахатамон, та проголошенням її сина, Танутамона, спадкоємцем престолу.
Сучасні автори зазначають, що за часів правління Тахарки дружиною бога Амона була дочка фараона Кашти, батька Піанхі, Аменірдіс, яка, таким чином, була тіткою Тахарки.
Тахарка воював в Африці й підкорив низку нубійських племен, списки яких, подібні до накреслених царями XVIII та XIX династій, знайдено на одній карнакській статуї та у Медінет-Абу. Для нейтралізації загрози з боку Ассирії Тахарка уклав союз із Баалом I, царем Тіра, до якого приєдналась уся Фінікія, а також Кіпр. В Аскалоні Тахарка збудував потужні укріплення. Це спричинило похід ассирійського царя Асархаддона, який зруйнував коаліцію та вторгся до Єгипту. Мемфіс здався, Дельта була підкорена, а її міста отримали ассирійські назви. Тахарка втік до своєї Кушитської столиці, Напати.
На завойованій території було відновлено додекархію. Одним з лояльних до Ассирії правителів був Нехо I, засновник XXVI династії, який згодом відновив незалежність Єгипту. Окрім того, переможний похід до Єгипту дозволив Ассархаддону називати себе «царем Єгипту, Патросу й Кушу» та розмістити свою переможну статую біля Нар-ель-Кельби і в інших важливих пунктах.
Однак, раптова смерть Ассархаддона надала Тахарці можливість знову повернутись до Єгипту. Тахарка на якийсь час вигнав ассирійців, але 669 року до н. е. останні знову з'явились під проводом талановитого полководця царя Ашшурбаніпала. Того разу ассирійські війська дійшли до самих Фів, і Тахарка був вигнаний вже остаточно до Напати, де й помер. Політика Тахарки, здебільшого наступальна, та його тимчасові успіхи в Азії надали йому деяке право у написах копіювати великих завойовників-фараонів та навіть розміщувати списки нібито підкорених ним азійських країн, серед яких фігурували і Фінікія, і Месопотамія, й Ассирія. Імовірно, цим зумовлена його слава як великого завойовника, що дісталась греків, які доводили його володіння до Геркулесових стовпів (зокрема, у працях Страбона), до Фракії та навіть Індії (Меґасфен).
У Карнаці Тахарка збудував гіпостильну залу, яка була більшою навіть за збудовану за фараона XIX династії Сеті I, у Напаті збудував храми Амону й Мут, а також печерні храми на честь Хатхор і Беса зі своєрідними колонами у вигляді того божества-коротуна.
Тахарка помер у Фівах чи в Напаті, йому спадкував фараон Танутамон, син Шабатаки.